# FC 08 Villingen
FC 08 Villingen is een Duitse voetbalclub uit Villingen-Schwenningen, Baden-Württemberg.

## Geschiedenis
De club werd opgericht in 1908. In 1939 promoveerde de club naar de Gauliga Baden, maar degradeerde na één seizoen. Na de Tweede Wereldoorlog werd de club heropgericht als ASV Villingen. In 1948 promoveerde de club naar de Oberliga Südwest en werd derde op twaalf clubs. Het volgende seizoen werd de club negende en door een competitiehervorming moest de club hierna naar de tweede klasse. In 1949 had de club opnieuw de naam FC 08 Villingen aangenomen. De club ging in de Amateurliga spelen, die na de invoering van de II. Oberliga nog maar de derde klasse was. In 1966 promoveerde de club naar de Regionalliga, de tweede klasse. De club speelde nu tegen voormalige landskampioenen SpVgg Fürth, Freiburger FC, 1. FC Nürnberg en TSV 1860 München. De club kon zich zes jaar handhaven. In 1978 plaatste de club zich voor de nieuwe Oberliga Baden-Württemberg, die nu als derde klasse ging fungeren. Na twee jaar degradeerde de club. In 19683 en 1985 promoveerde de club telkens voor één seizoen terug. Hierna duurde het tot 1994 vooraleer de club weer promoveerde, en door de herinvoering van de Regionalliga was de Oberliga eigenlijk nog maar de vierde klasse, dezelfde klasse als waar ze het voorgaande jaar speelden. Ook nu kon de club het behoud niet verzekeren. Vanaf 2001 was de club enkele jaren een liftploeg tussen Verbandsliga en Oberliga en kon vanaf 2006 opnieuw een vaste waarde worden in de Oberliga. In 2016 degradeerde de club, maar kon na één seizoen terugkeren.  